# Đăk Pxi
Đăk Pxi là một xã thuộc huyện Đăk Hà, tỉnh Kon Tum, Việt Nam.
Xã Đăk Pxi có diện tích 295,95 km², dân số năm 2019 là 4.672 người, mật độ dân số đạt 16 người/km².